# 大相撲令和元年5月場所
大相撲令和元年5月場所（おおずもうれいわがんねんごがつばしょ）は、2019年（令和元年）5月12日から5月26日までの15日間、東京都墨田区の国技館（両国国技館）で開催された大相撲本場所である。
年号が令和に変わって初めての本場所である。

## 優勝争い
先場所全勝優勝を飾った横綱・白鵬が先場所（春場所）千秋楽の横綱・鶴竜戦で右上腕二頭筋を断裂し、調整の遅れもあって全休、鶴竜の一人横綱となった。
前半戦は鶴竜と、大関復帰を目指す関脇・栃ノ心が共に7連勝するが、中日に鶴竜は先々場所優勝の玉鷲に押し出されて令和初の金星を配給。栃ノ心も遠藤に不覚を取り、この時点で全勝がいなくなる。鶴竜・栃ノ心とも10日目まで1敗を守り、優勝争いは1敗の鶴竜・栃ノ心と平幕の朝乃山が並び、2敗で平幕の琴恵光、3敗で大関の豪栄道と髙安、平幕の炎鵬が追う展開となった。
11日目に鶴竜・栃ノ心が共に敗れて朝乃山が単独トップに立つも、12日目は栃ノ心と朝乃山が敗れて鶴竜と朝乃山が2敗で並ぶ。13日目は栃ノ心と朝乃山の直接対決が組まれ、物言いのつく微妙な一番を朝乃山が制して2敗を守った一方、鶴竜は高安に敗れて3敗目を喫する。
迎えた14日目、朝乃山は大関・豪栄道との一番が組まれ、さらに結びで鶴竜と栃ノ心の直接対決が組まれた。朝乃山は豪栄道を寄り切って下し2敗を守った一方、結びの一番ははたき込みで栃ノ心が10勝目を挙げ、「大関陥落翌場所の10勝」により大関復帰を決めるとともに、千秋楽を待たずして朝乃山の初優勝が決まった。
三賞は優勝した朝乃山が殊勲賞・敢闘賞のダブル受賞。前頭で10勝を挙げた力士が朝乃山以外に6人いるという大混戦の中、終盤5日間で4勝1敗とした阿炎と千秋楽までを6連勝で締めくくった志摩ノ海が敢闘賞を、やはり終盤5日間で4勝1敗とし千秋楽でも勝利した竜電が技能賞を獲得した。
なお、新大関の貴景勝は右膝の負傷により5日目から途中休場、無理を押して8日目に復帰するも碧山に敗れて再び休場となり、次の7月場所（名古屋場所）は角番として迎えることになった。

## 番付・星取表
| 成績       | 東       | 番付   | 西       | 成績    |
| ---------- | -------- | ------ | -------- | ------- |
| 0勝0敗15休 | 白鵬     | 横綱   | 鶴竜     | 11勝4敗 |
| 9勝6敗     | 豪栄道   | 大関   | 髙安     | 9勝6敗  |
| 3勝4敗8休  | 貴景勝   | 大関   |          |         |
| 5勝7敗3休  | 逸ノ城   | 関脇   | 栃ノ心   | 10勝5敗 |
| 6勝9敗     | 碧山     | 小結   | 御嶽海   | 9勝6敗  |
| 7勝8敗     | 北勝富士 | 前頭1  | 琴奨菊   | 6勝9敗  |
| 7勝8敗     | 遠藤     | 前頭2  | 大栄翔   | 7勝8敗  |
| 6勝9敗     | 千代大龍 | 前頭3  | 玉鷲     | 10勝5敗 |
| 5勝10敗    | 隠岐の海 | 前頭4  | 阿炎     | 10勝5敗 |
| 6勝9敗     | 妙義龍   | 前頭5  | 竜電     | 10勝5敗 |
| 8勝7敗     | 宝富士   | 前頭6  | 嘉風     | 4勝11敗 |
| 10勝5敗    | 正代     | 前頭7  | 明生     | 10勝5敗 |
| 3勝5敗7休  | 魁聖     | 前頭8  | 朝乃山   | 12勝3敗 |
| 5勝10敗    | 錦木     | 前頭9  | 友風     | 8勝7敗  |
| 5勝10敗    | 輝       | 前頭10 | 阿武咲   | 8勝7敗  |
| 8勝7敗     | 松鳳山   | 前頭11 | 栃煌山   | 6勝9敗  |
| 10勝5敗    | 志摩ノ海 | 前頭12 | 矢後     | 6勝9敗  |
| 7勝8敗     | 千代丸   | 前頭13 | 佐田の海 | 7勝8敗  |
| 4勝11敗    | 德勝龍   | 前頭14 | 炎鵬     | 7勝8敗  |
| 6勝9敗     | 照強     | 前頭15 | 琴恵光   | 8勝7敗  |
| 9勝6敗     | 大翔鵬   | 前頭16 | 石浦     | 5勝10敗 |
| 5勝10敗    | 千代翔馬 | 前頭17 |          |         |

## アメリカ合衆国大統領観戦と、これに伴う警備強化

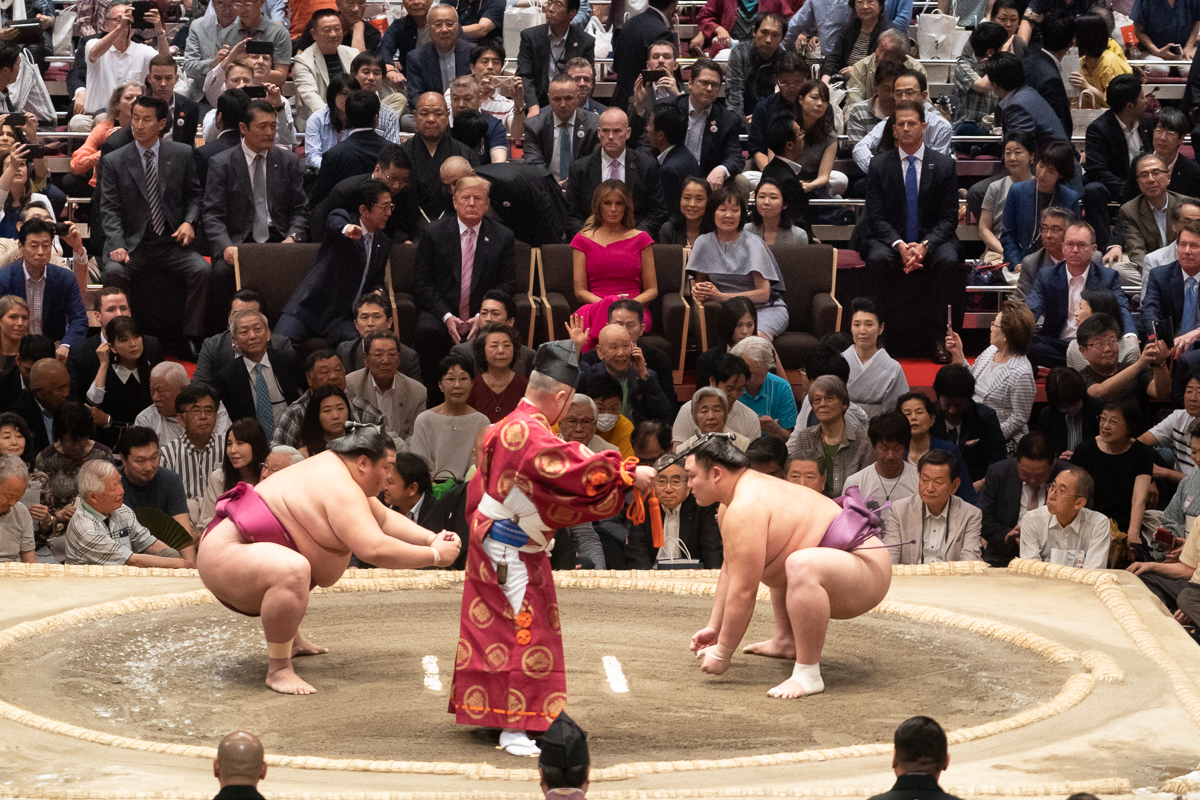
観戦するトランプ大統領夫妻と安倍首相夫妻

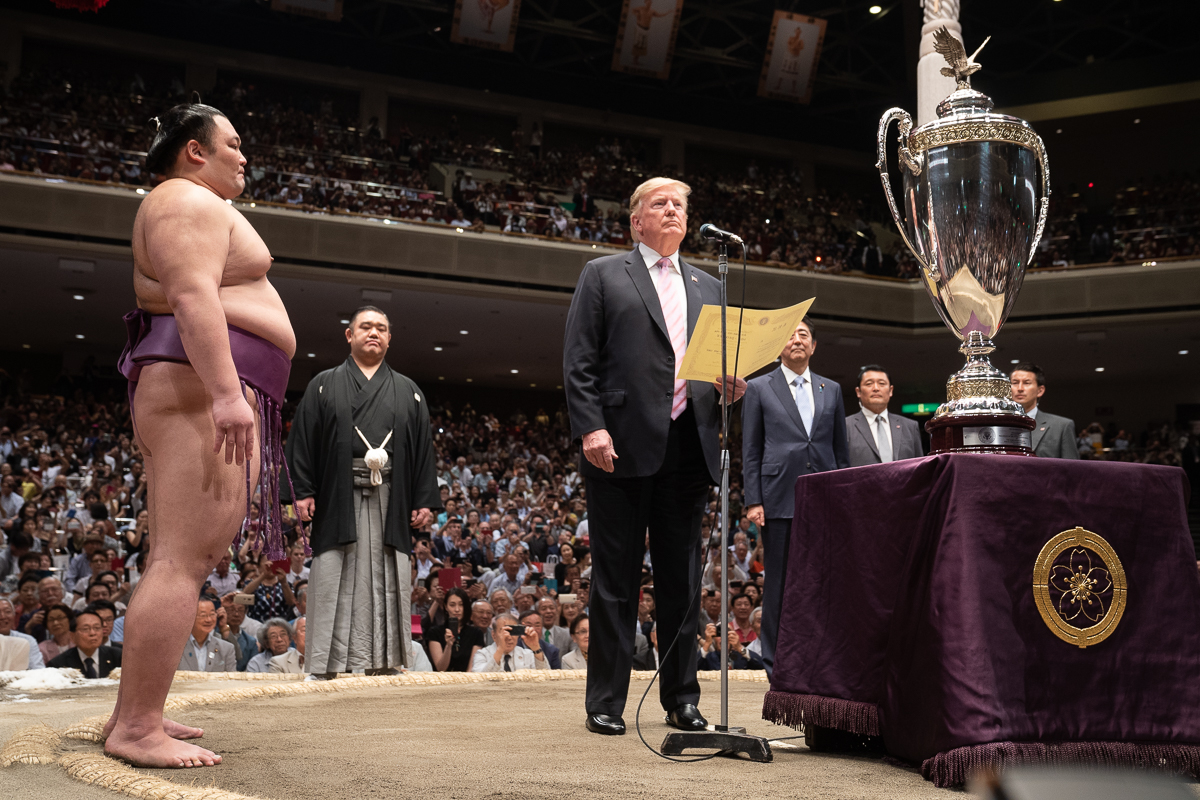
大統領杯を授与するトランプ大統領

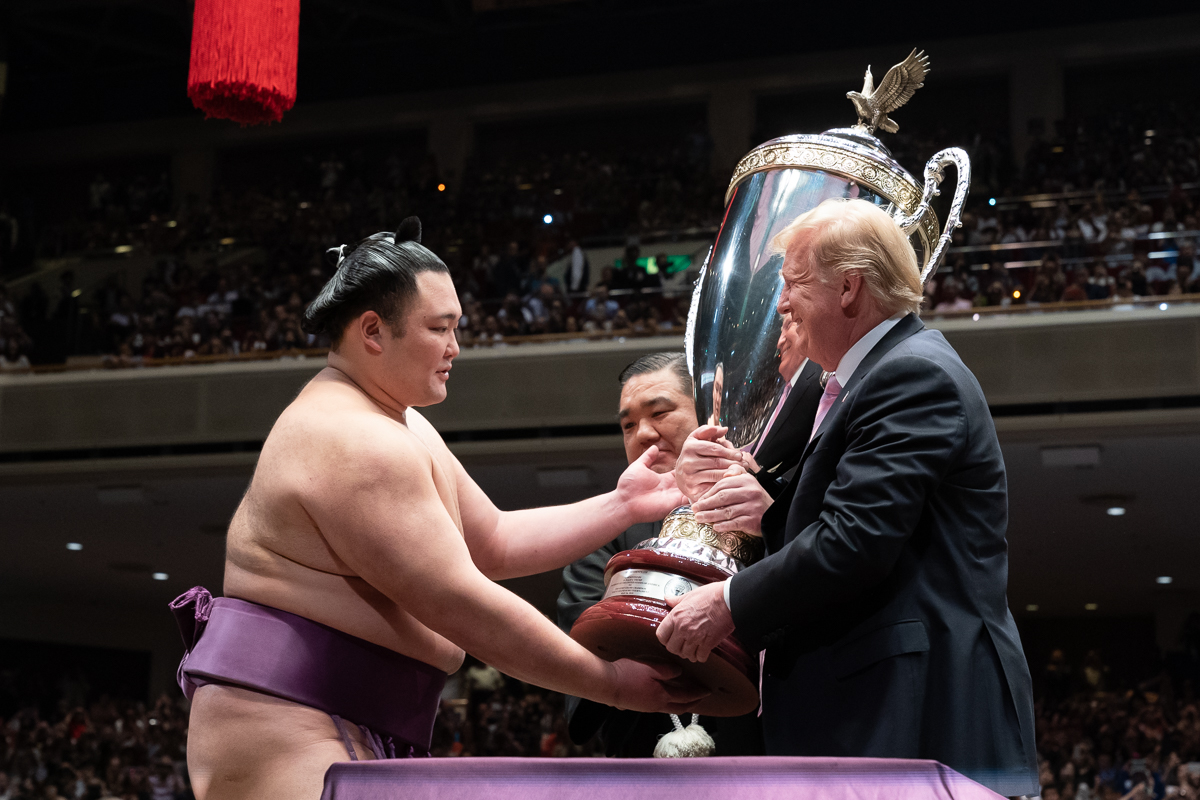
大統領杯を授与するトランプ大統領

千秋楽の5月26日、国賓として来日中の第45代アメリカ合衆国大統領ドナルド・トランプ及び大統領夫人メラニア・トランプが、第98代内閣総理大臣・安倍晋三と共に観戦に訪れた。今回の場所において、「米国大統領杯」が新設され、幕内最高優勝者でもある朝乃山英樹が初代受賞者に選出され、トロフィー（総重量およそ30kg）がトランプ大統領直々に手渡された。
これに伴い、警視庁警備部及びアメリカ合衆国シークレットサービスの主導の下、会場内外共に大幅に警備が強化され、ゴミ箱・コインロッカー・自動販売機・休憩室等の使用禁止措置や、国技館ちゃんこの販売禁止や紙パック入りを除く飲料の没収、金属探知機の設置や手荷物検査の実施、力士帰宅時の通路の一時閉鎖などのテロ対策が取られた。また国技館周辺を、国会議事堂、内閣総理大臣官邸その他の国の重要な施設等、外国公館等及び原子力事業所の周辺地域の上空における小型無人機等の飛行の禁止に関する法律（ドローン規制法）に基づく小型無人航空機（ドローン）の飛行禁止区域に指定した。